# Filial- und Ortskirche Mösern

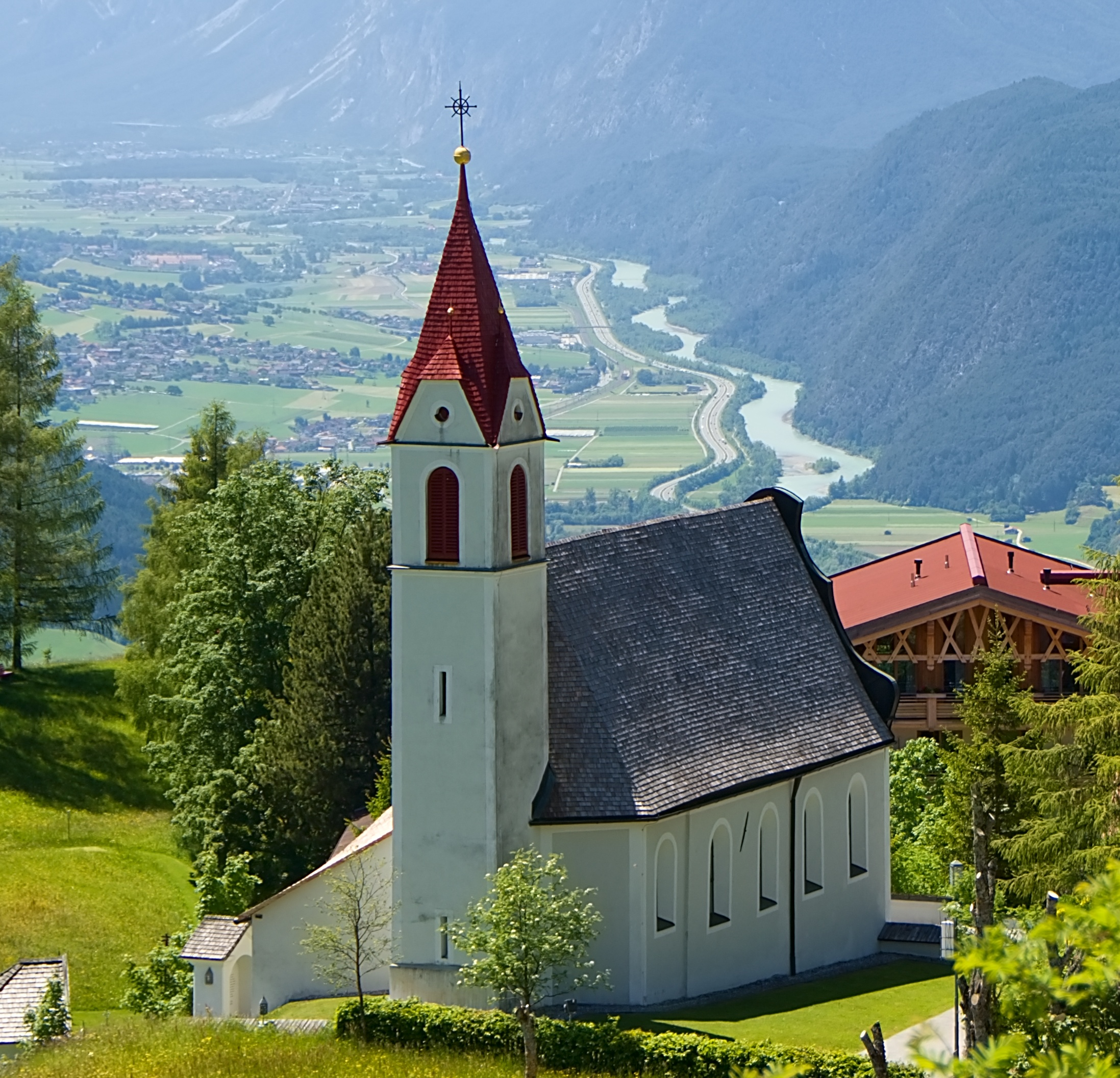
Filialkirche Mösern von Nordosten

Die römisch-katholische Filial- und Ortskirche Mösern steht im Ort Mösern in der Marktgemeinde Telfs im Bezirk Innsbruck-Land in Tirol. Die Filialkirche Mariä Heimsuchung gehört zum Dekanat Telfs in der Diözese Innsbruck. Die Kirche steht unter Denkmalschutz.

## Geschichte

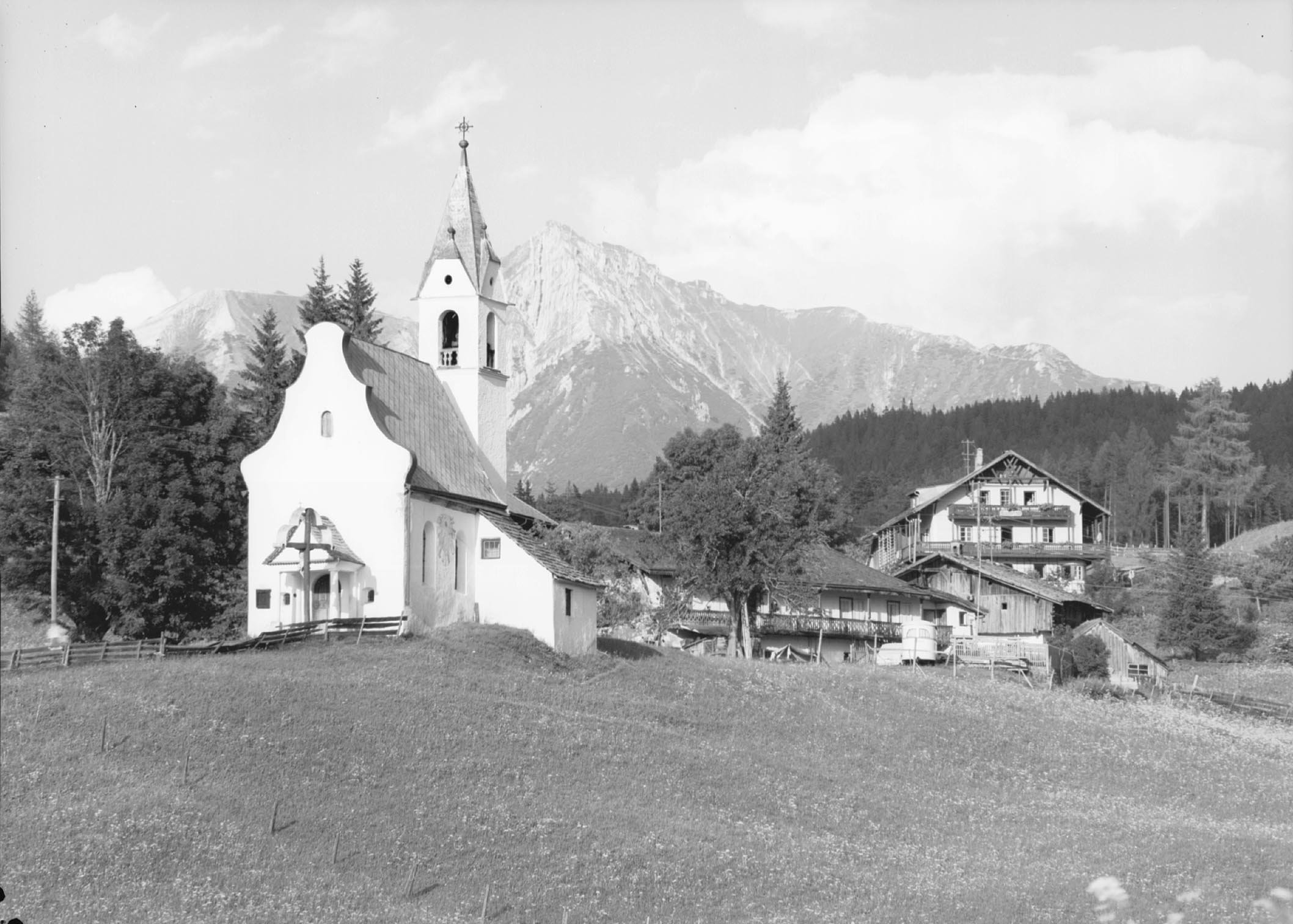
Die Kirche von Südwesten vor der Verlängerung des Langhauses (1962)

Die Barockkirche, im Kern aus dem 17. Jahrhundert, von einem Friedhof umgeben, wurde 1763 umgebaut und vergrößert und 1951 restauriert. Nach Plänen des Architekten Ekkehard Hörmann wurde 1979 die Kirche um zwei Joche erweitert, wobei die Westfassade unverändert blieb. Die Kirche ist eine eigene Seelsorgestelle und wird seelsorglich von Seefeld in Tirol betreut.

## Architektur

Innenansicht der Kirche

Dem schmalhohen Langhaus unter einem Satteldach wurde an der Westfassade ein geschweifter Giebel vorgeblendet. Der Chor hat kleine Rundbogenfenster und ist von der unverbauten Langhausnordseite leicht abgesetzt. Der schlanke quadratische Turm steht am Chorschluss und hat ein durch ein Gesims abgesetztes Glockengeschoß mit rundbogigen Schallfenstern und einen Spitzhelm über abgewalmten Giebeln. Südlich am Chor und teils am Langhaus ist der Sakristeianbau unter einem Schleppdach. Dem rundbogigen Westportal ist eine Vorhalle mit Rundsäulen mit geschmiegtem Satteldach vorgestellt. Südlich befindet sich zwischen den zwei Langhausfenstern eine barocke Sonnenuhr.
Das mit 1979 vierjochige Langhaus mit einer stützenlosen Westempore ist vom Chor mit einem Fünfachtelschluss mit Schichtpilastern und einem Gurtbogen abgesetzt. Die Kirche ist mit einer Stichkappentonne aus Stein überwölbt. Das Kircheninnere ist mit einer Architektur- und Stuckaturmalerei versehen. Das Deckenbild Anbetung der Hirten im Schiff und die Mariensymbole der Lauretanischen Litanei über den Fenstern mit 1772 bezeichnet wurden 1927 freigelegt und 1951 restauriert.

## Ausstattung

Hochaltar

Der Rokokoaltar mit diagonal vorgesetzten Säulen und einem Aufsatz stammt aus dem Jahr 1772 und zeigt die Altarbilder Heimsuchung, Anna Maria lesen lehrend und Heilige Familie auf der Wanderschaft von Paul Zeiller (1701). Die Schnitzfigur Madonna im Strahlenkranz stammt aus dem Anfang des 18. Jahrhunderts. Es gibt einen Glaskasten mit der Wachsfigur Christus an der Geißelsäule um 1780.